# Charles-Eugène Guye
Pour les articles homonymes, voir Guye.
Charles-Eugène Guye, né le 15 octobre 1866 à Saint-Christophe, commune de Champvent dans le canton de Vaud, Suisse et mort le 15 juillet 1942 à Genève, est un physicien suisse.

## Biographie
Guye étudie la physique à l'Université de Genève où il reçoit son doctorat en 1889. De 1890 à 1892, il est privatdozent à Genève, et de 1893 à 1900, il est privatdozent au Polytechnicum de Zürich (aujourd'hui l'École polytechnique fédérale de Zurich). De 1900 à 1930, il est professeur ordinaire et directeur de l'institut de physique de l'Université de Genève. Il a comme doctorante Catherine Chamié qui soutient en 1913 une thèse intitulée Influence de la rapidité des variations du champ magnétisant sur l'hystérésis alternative et qui ira ensuite travailler à Paris avec Marie Curie.
Il a principalement étudié les courants électriques, le magnétisme et les décharges électriques dans les gaz. Il a réalisé des expériences qui démontrent la dépendance de la masse de l'électron à sa vitesse dans le but de valider les prévisions de Lorentz et Einstein dans le cadre de la relativité restreinte.
Il a participé aux 5e et 7e congrès Solvay. Il a écrit plusieurs ouvrages de vulgarisation et plus de 200 articles de physique.